# HD206873
HD206873 — хімічно пекулярна зоря спектрального класу A2, що має видиму зоряну величину в смузі V приблизно  9,6.
Вона  розташована на відстані близько 1203,5 світлових років від Сонця.